# Federico Gonzaga (da Bozzolo)

Stemma dei Gonzaga

Federico Gonzaga (Bozzolo, 1480 circa – Todi, 28 dicembre 1527) è stato un condottiero italiano, figlio terzogenito di Gianfrancesco e di Antonia del Balzo.

## Biografia

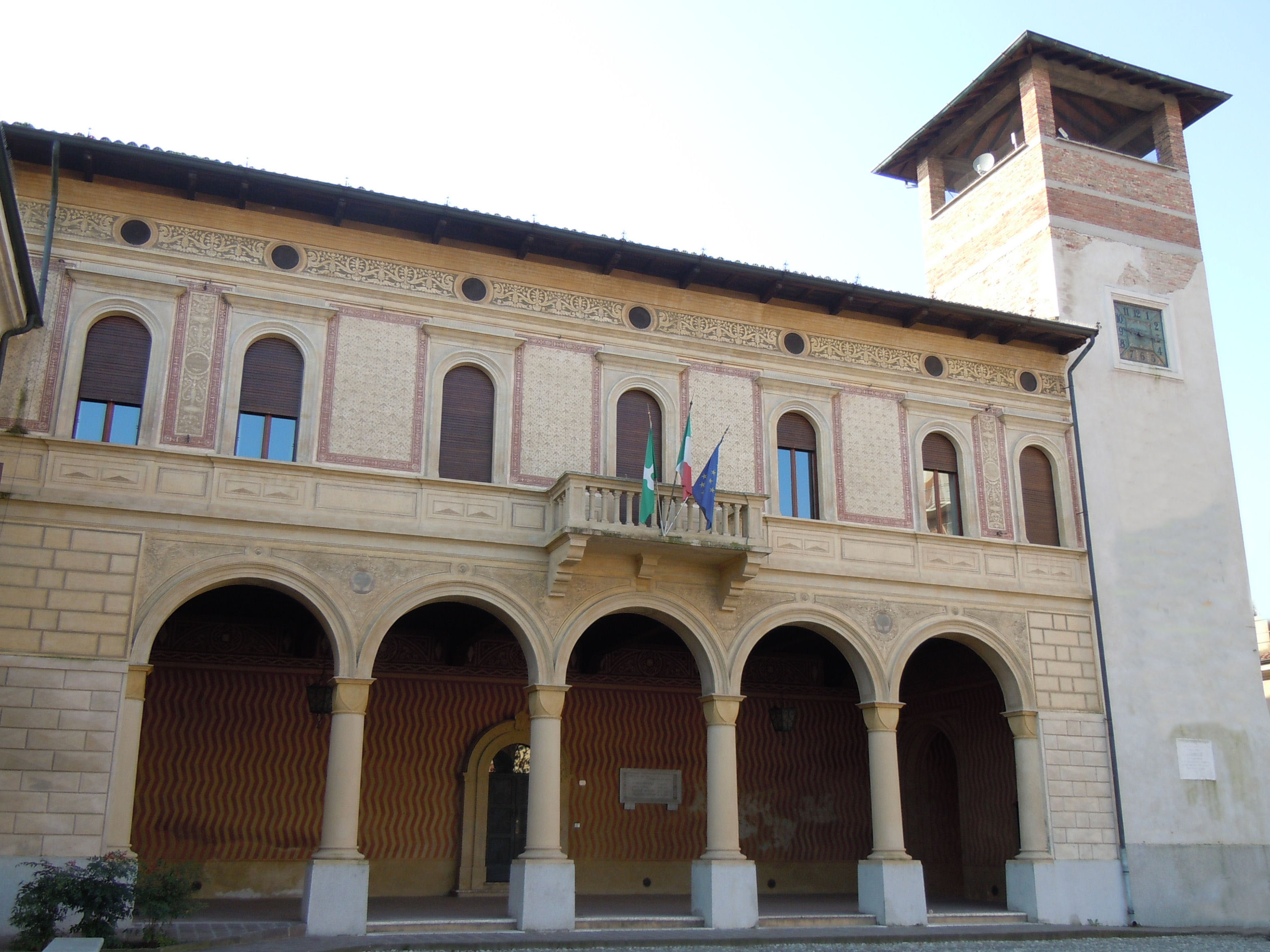
Bozzolo, palazzo municipale

Alla morte del padre, avvenuta nel 1496, ereditò congiuntamente ai fratelli la signoria di San Martino dall'Argine e, solo con il fratello Gianfrancesco, la signoria su Bozzolo, Rivarolo e Isola Dovarese. Alla morte in età adolescenziale di Gianfrancesco, divenne unico signore di questi territori.
Venne inviato giovanissimo a Napoli presso il re Carlo VIII e lo seguì in Francia. Ebbe una vita militare molto intensa: suo maestro d'armi fu il celebre Niccolò Orsini. Federico si schierò dalla parte francese, provocando la reazione di Carlo V che, nel 1522, gli confiscò tutti i beni così come aveva fatto, per lo stesso motivo, con il fratello Pirro. Beneficiario fu nominato il marchese di Mantova Federico II.
Nel 1515 fu al servizio di papa Leone X.
Nel 1520 per i suoi meriti militari venne insignito a Milano dell'Ordine di San Michele. Nel 1522 prese parte, sempre nelle file francesi, all'assedio di Pavia (mentre la città era difesa da Federico II Gonzaga, Capitano Generale della Chiesa)

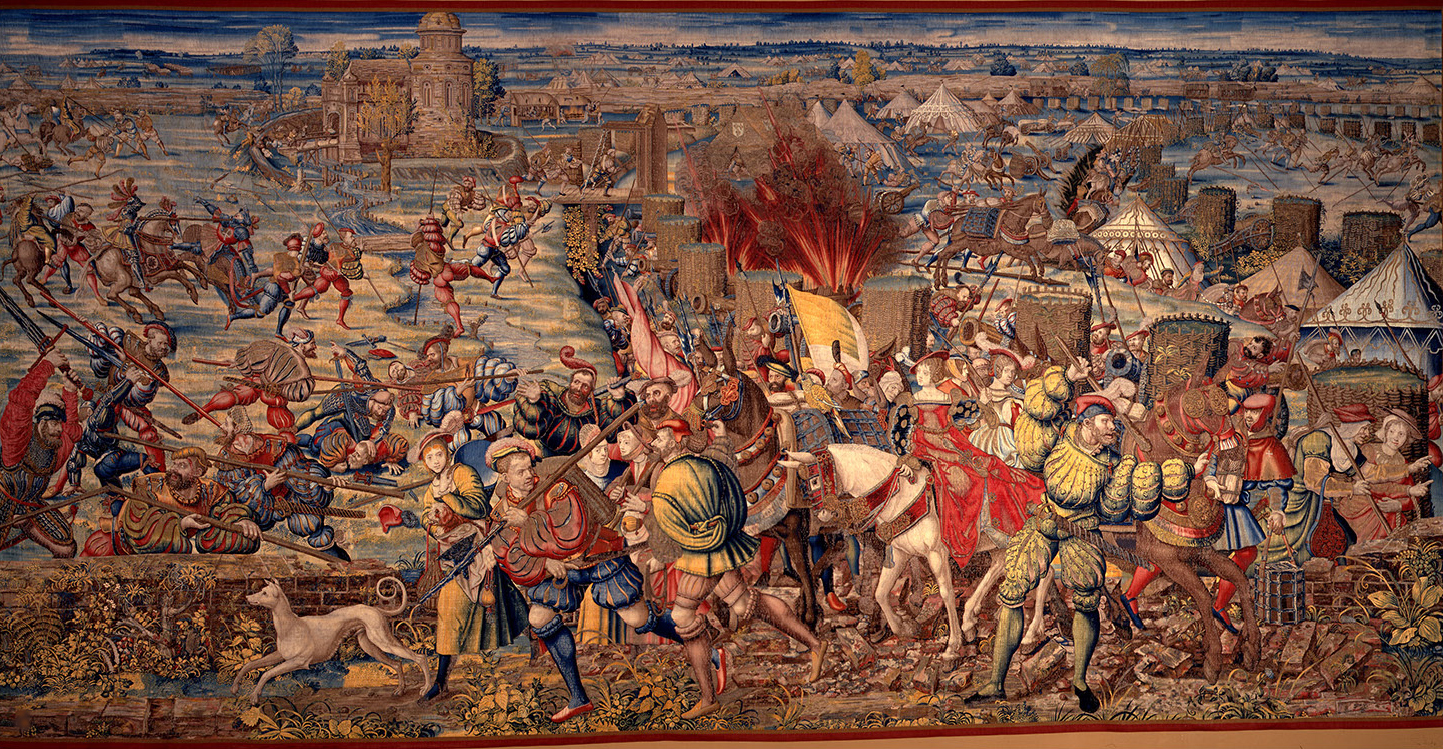
La battaglia di Pavia

Nel 1525 Federico partecipò, a fianco del re di Francia Francesco I, alla battaglia di Pavia, dove fu sconfitto dalle truppe imperiali, fatto prigioniero e rinchiuso nel castello di Pizzighettone. Pagata una somma in danaro ai carcerieri, riuscì a fuggire rifugiandosi presso il duca di Milano.
Nel 1527 mentre si trovava a Orvieto venne informato del Sacco di Roma e partì in soccorso di papa Clemente VII.
Negli ultimi mesi di vita combatté in Umbria e, mentre si trovava a Todi, morì nel 1527, senza lasciare eredi diretti. Gli sopravvisse la moglie Giovanna Orsini, figlia di Ludovico Orsini dei conti di Pitigliano, che sposò nel 1503 nella chiesa di Sant'Andrea di Asola.
Lasciò un testamento in cui si nominavano eredi il fratello Pirro (anch'egli accusato di fellonia e quindi impossibilitato a godere dell'eredità), Luigi Rodomonte e Gianfrancesco "Cagnino". Federico II marchese di Mantova si oppose, ma il padre Ludovico, riuscì nel 1528 a fare restituire i beni ai figli.

## Discendenza
Federico e Giovanna ebbero tre figli, morti infanti:
- Carlo
- Ippolito
- Orazio

## Ascendenza
|                        |                        |                                | Genitori                           |  |  | Nonni |  |  | Bisnonni              |  |  | Trisnonni           |  |
|                        |                        |                                |                                    |  |  |       |  |  | Gianfrancesco Gonzaga |  |  | Francesco I Gonzaga |  |
|                        |                        |                                |                                    |  |  |       |  |  | Gianfrancesco Gonzaga |  |  | Francesco I Gonzaga |  |
|                        |                        | Margherita Malatesta           |                                    |  |  |       |  |  | Gianfrancesco Gonzaga |  |  |                     |  |
| Ludovico II Gonzaga    |                        |                                |                                    |  |  |       |  |  | Gianfrancesco Gonzaga |  |  |                     |  |
|                        |                        | Paola Malatesta                | Malatesta IV Malatesta             |  |  |       |  |  |                       |  |  |                     |  |
|                        |                        | Paola Malatesta                | Malatesta IV Malatesta             |  |  |       |  |  |                       |  |  |                     |  |
|                        |                        | Paola Malatesta                | Elisabetta da Varano               |  |  |       |  |  |                       |  |  |                     |  |
| Gianfrancesco Gonzaga  |                        | Paola Malatesta                |                                    |  |  |       |  |  |                       |  |  |                     |  |
|                        |                        | Giovanni l'Alchimista          | Federico I di Brandeburgo          |  |  |       |  |  |                       |  |  |                     |  |
|                        |                        | Giovanni l'Alchimista          | Federico I di Brandeburgo          |  |  |       |  |  |                       |  |  |                     |  |
|                        |                        | Giovanni l'Alchimista          | Elisabetta di Baviera-Landshut     |  |  |       |  |  |                       |  |  |                     |  |
| Barbara di Brandeburgo |                        | Giovanni l'Alchimista          |                                    |  |  |       |  |  |                       |  |  |                     |  |
|                        |                        | Barbara di Sassonia-Wittenberg | Rodolfo III di Sassonia-Wittenberg |  |  |       |  |  |                       |  |  |                     |  |
|                        |                        | Barbara di Sassonia-Wittenberg | Rodolfo III di Sassonia-Wittenberg |  |  |       |  |  |                       |  |  |                     |  |
|                        |                        | Barbara di Sassonia-Wittenberg | Barbara di Legnica                 |  |  |       |  |  |                       |  |  |                     |  |
| Federico Gonzaga       |                        | Barbara di Sassonia-Wittenberg |                                    |  |  |       |  |  |                       |  |  |                     |  |
|                        | Francesco II del Balzo | Guglielmo del Balzo            |                                    |  |  |       |  |  |                       |  |  |                     |  |
|                        | Francesco II del Balzo | Guglielmo del Balzo            |                                    |  |  |       |  |  |                       |  |  |                     |  |
|                        | Francesco II del Balzo | Anna Brunforte                 |                                    |  |  |       |  |  |                       |  |  |                     |  |
| Pirro del Balzo        | Francesco II del Balzo |                                |                                    |  |  |       |  |  |                       |  |  |                     |  |
|                        |                        | Sancia di Chiaromonte          | Tristano di Chiaromonte            |  |  |       |  |  |                       |  |  |                     |  |
|                        |                        | Sancia di Chiaromonte          | Tristano di Chiaromonte            |  |  |       |  |  |                       |  |  |                     |  |
|                        |                        | Sancia di Chiaromonte          | Caterina di Taranto                |  |  |       |  |  |                       |  |  |                     |  |
| Antonia del Balzo      |                        | Sancia di Chiaromonte          |                                    |  |  |       |  |  |                       |  |  |                     |  |
|                        |                        | Gabriele Orsini del Balzo      | Raimondo Orsini del Balzo          |  |  |       |  |  |                       |  |  |                     |  |
|                        |                        | Gabriele Orsini del Balzo      | Raimondo Orsini del Balzo          |  |  |       |  |  |                       |  |  |                     |  |
|                        |                        | Gabriele Orsini del Balzo      | Maria d'Enghien                    |  |  |       |  |  |                       |  |  |                     |  |
| Maria Donata Orsini    |                        | Gabriele Orsini del Balzo      |                                    |  |  |       |  |  |                       |  |  |                     |  |
|                        |                        | Giovanna Caracciolo            | Sergianni Caracciolo               |  |  |       |  |  |                       |  |  |                     |  |
|                        |                        | Giovanna Caracciolo            | Sergianni Caracciolo               |  |  |       |  |  |                       |  |  |                     |  |
|                        |                        | Giovanna Caracciolo            | Caterina Filangieri                |  |  |       |  |  |                       |  |  |                     |  |
|                        |                        | Giovanna Caracciolo            |                                    |  |  |       |  |  |                       |  |  |                     |  |

## Omaggi poetici e letterari
Il poeta Matteo Bandello ha dedicato a Federico Gonzaga la Novella XXXVII della Prima parte (1554).

## Nell'arte
Nel dipinto Uomo in arme di Sebastiano del Piombo, conservato nel Wadsworth Atheneum di Hartford, potrebbe essere raffigurato Federico Gonzaga da Bozzolo.

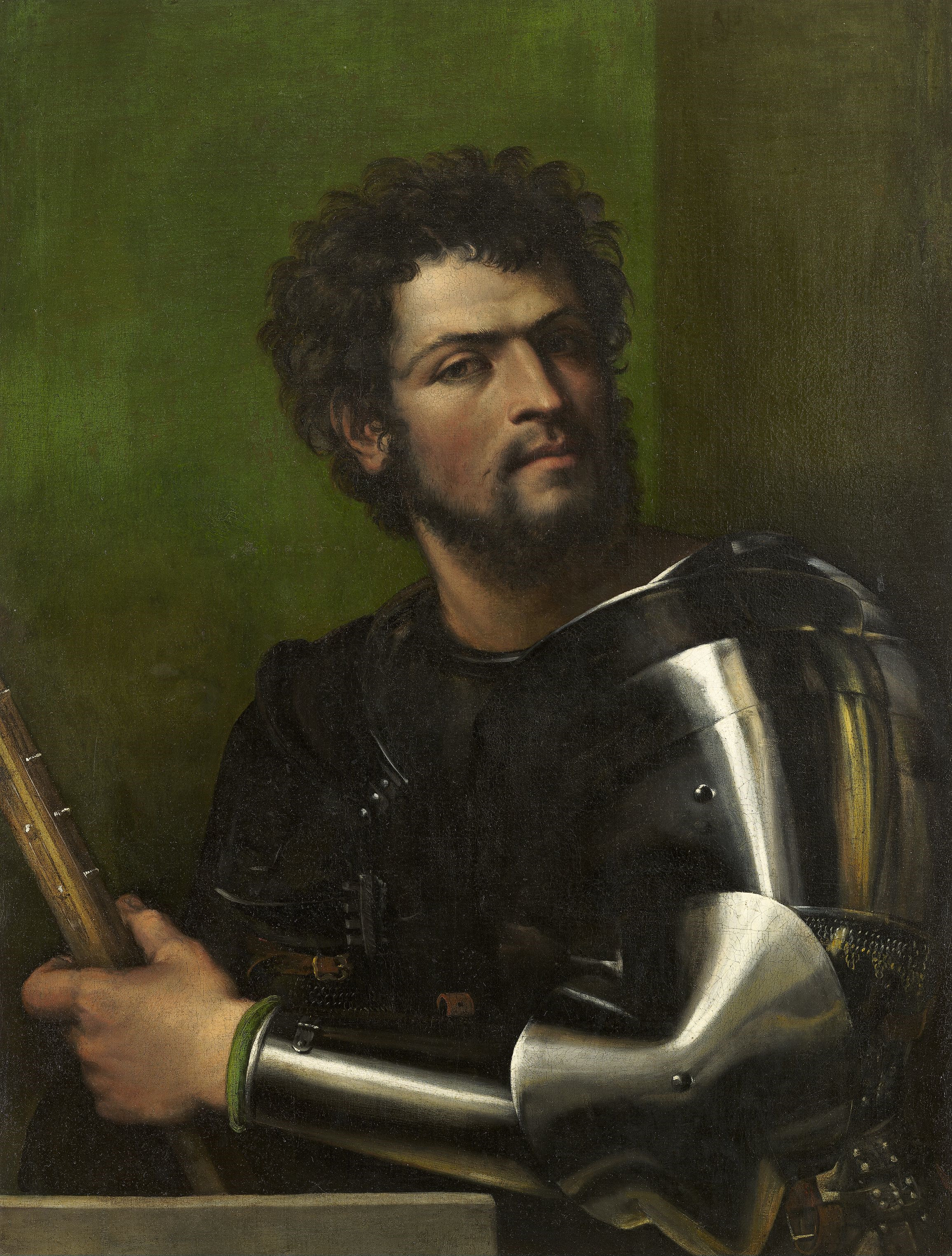
Sebastiano del Piombo, Uomo in arme, Hartford, Wadsworth Atheneum, 1520/30.